# Lin Zhao
Pour les articles homonymes, voir Lin.
Dans ce nom chinois, le nom de famille, Lin, précède le nom personnel.
Lin Zhao (chinois : 林昭) , nom de naissance Peng Lingzhao (chinois : 彭令昭), née le 16 décembre 1931 à Suzhou dans la province du Jiangsu et exécutée le 29 avril 1968 à Shanghai, est une écrivaine et poétesse communiste chinoise.
Après avoir milité pour le Parti communiste chinois (PCC), elle en dénonce les abus et devient une farouche opposante. Arrêtée et emprisonnée, elle continue derrière les barreaux à écrire de nombreux poèmes et écrits dénonçant la politique du parti. Condamnée à mort, elle est exécutée à l'âge de 36 ans.

## Biographie
Lin Zhao naît soit le 16 décembre 1931 ou le 23 janvier 1932, à Suzhou sous le nom de Peng Lingzhao (en chinois : 彭令昭) dans une famille de la petite bourgeoisie. Ses parents sont des intellectuels progressistes et sous certains aspects révolutionnaires, surtout sa mère. Son père, Peng Guoyan (en chinois : 彭国彦), est issu d'une famille prestigieuse de mandarins. Il occupe des postes de fonctionnaire au temps du Guomindang. Sa mère, Xu Xianmin (en chinois : 许宪民), est une figure contestataire.
Enfant, Lin Zhao est élevée pendant de longues périodes par sa grand-mère maternelle à Suzhou.
Elle quitte sa famille à 17 ans, trois mois avant la proclamation de la république populaire de Chine en 1949, pour s’enrôler dans l’école de journalisme du Parti communiste chinois.
Pendant l’été 1950, à 18 ans, elle participe à la première réforme agraire et notamment à la campagne de redistribution des terres. Durant cette période, elle fait preuve de dureté envers les propriétaires terriens expropriés. Elle reconnaît également avoir ressenti un « bonheur cruel » en entendant crier un propriétaire plongé dans une bassine d’eau glacée et avoir assisté, sans réaction, à l’exécution d’un autre. Elle désigne Mao Zedong comme « une étoile rouge dans son cœur ».
En 1957, Mao Zedong engage la campagne des Cent Fleurs, une « campagne de rectification » dont le but est redonner une certaine liberté d'expression à la population, y compris en critiquant le Parti, afin de corriger les erreurs mais ce mouvement tourne court. Face à l'afflux des contestations, le pouvoir réagit en lançant une répression féroce. À la suite d'une manifestation des étudiants de l’Université nationale de Pékin le 4 mai 1957, de nombreux étudiants sont arrêtés. Lin Zhao prend alors « résolument le chemin de la rébellion ».
Elle conteste les abus de la campagne anti-droitiste. En raison de ses écrits, elle est assignée à travailler dans une bibliothèque. Elle y rencontre Gan Cui, ils envisagent de se marier, mais le Parti leur refuse l’autorisation. Gan est envoyé se faire réformer dans un laogai du Xinjiang, il en reviendra en 1979. 
Au printemps 1960, elle est autorisée à retourner à Shanghai pour des raisons médicales. Dans les faits, les autorités veulent l'utiliser pour attirer et attraper un dissident qu'elle connaît. Elle fonde alors la revue Xinghuo (« Étincelles »).
En octobre 1960, Lin Zhao est arrêtée et condamnée, comme « droitière » pour ses critiques du Parti. Elle refuse de faire son autocritique et de renier ses propos. Au printemps 1962, elle est à nouveau libérée pour des raisons de santé, mais quelques mois après, en décembre 1962, elle est de retour en prison. Elle fera alors de nombreuses grèves de la faim ainsi qu'une tentative de suicide.
Après presque trois années passées derrière les barreaux, durant lesquelles elle écrit de nombreux poèmes et des centaines de pages de textes dénonçant le parti, Lin Zhao apprend le 31 mai 1965 qu’elle est condamnée à 20 ans de prison. Le 29 avril 1968, sa sentence est commuée en peine de mort. Elle est exécutée le jour même, à l'âge de 36 ans (ou 35 ans), à Shanghai. Deux jours plus tard, sa mort est annoncée à sa mère et sa sœur cadette par un policier venu leur réclamer le demi-yuan qu’elles devaient pour la balle qui avait servi à l'exécution de Lin Zhao,.
Le lieu exact de son exécution est incertain. Dans son livre biographique, Anne Kerlan fait état de témoins ayant vu l'exécution de Lin Zhao a l'aéroport Longhua de Shanghai, mais également directement à la prison de Tilanqiao. Quoi qu'il en soit, l'exécution a été faite dans le secret.
Avant de mourir, lors de son emprisonnement dans la prison de Tilanqiao de Shanghai, Lin Zhao, privée d'encre et de stylo, écrit des milliers de caractères avec son sang,. Pour pouvoir écrire, elle se lacère les mains avec ses épingles à cheveux, qu'elle utilise ensuite comme une plume à l'encre de sang.
Parmi ses écrits, elle propose des réformes réalisées depuis la mort de Mao. Elle considère « que lutter contre une dictature ne justifie pas que l’on en crée une autre ». Dans une correspondance au Quotidien du peuple, elle condamne la campagne « anti-droitiers » et accuse le Parti communiste chinois d’avoir utilisé « l’idéalisme de sa génération ». Lin Zhao décrit les mauvais traitements subis en prison, la confiscation de son stylo l'obligeant à écrire avec son sang. Son stylo lui est redonné ultérieurement pour qu'elle recopie ses écrits, qui seront alors utilisés contre elle.
Elle est réhabilitée le 30 décembre 1980 par les autorités chinoises,,.

## Mémoires
En 2004, le cinéaste chinois Hu Jie a réalisé le documentaire À la recherche de l'âme de Lin Zhao afin de retrouver la mémoire de cette héroïne occultée par l’histoire officielle.
Le dissident chinois Yan Zhengxue, à sa sortie de prison en 2009, réalise dans son appartement de Pékin, une statue à l'effigie de Lin Zhao. Celle-ci, ainsi que la statue de Zhang Zhixin, autre victime de la révolution culturelle exécutée en 1975, sont exposées dans le jardin de son appartement situé en pied d'immeuble. Yan Zheng-Xue a souhaité offrir ces statues à l'université de Pékin et à l'université du Peuple, mais cette donation lui a été refusée.
En 2009, le sculpteur chinois Zhou Yongyang (周永阳) réalise à Beijing une sculpture géante représentant la tête de Lin Zhao.
Anne Kerlan lui consacre un livre, Lin Zhao, combattante de la liberté (Fayard, 2018).

## Relation avec Chen Aiwen
Lin Zhao a fait la connaissance de Chen Aiwen à l’université de Pékin au milieu des années 1950, où ils collaboraient tous deux à la revue étudiante Guangchang. Tous deux furent classés « droitiers » en 1957, mais tandis que Lin Zhao refusa de s’autocritiquer, Chen Aiwen présenta la sienne pour échapper à la prison à plein temps.  
En 1962, lors de la brève libération médicale de Lin Zhao, elle alla le retrouver à Pékin pour tenter de le rallier à son combat : leur dialogue, rapporté par Chen Aiwen dans le documentaire d’Hu Jie (2004), montre qu’ils ne partageaient déjà plus le même langage politique.  
Après la mort de Lin Zhao, Chen Aiwen, exilé en France, participa à la réhabilitation de sa mémoire en témoignant publiquement de son courage—notamment auprès de l’historienne Anne Kerlan pour son livre Lin Zhao, combattante de la liberté (2018) et dans le film d’Hu Jie.